# Вита (приток Днепра)
Вита — река на Украине, на Приднепровской возвышенности, в пределах Обуховского и Киево-Святошинского районов Киевской области и территории города Киева. Правый приток Днепра (рукав Коник) — впадает в него в пределах Киева (в районе Чапаевки, Жуков острова).

## Гидрографическая характеристика
Река Вита берет свое начало в 2 км к северо-западу от с. Подгорцы, Обуховского района. В её бассейне находятся также села Ходосовка и Лесники, а также местности в пределах Голосеевского района Киева — Пирогов и Чапаевка (Вита).
Длина р. Вита — 13,9 км, площадь бассейна, — 244 км². Обычная ширина русла в среднем течении 7 м, долины — 2,5 км. Русло прямолинейное, местами искусственно выпрямлено (21,5 % длины). В районе Киева, на южной окраине поселка Чапаевка, в Виту слева впадают реки Сиверка и Петиль, а немного ниже по течению — Ручей Вита (река Хотовская), что берет свое начало в поселке Хотов. Причем, приток Сиверка является значительно длиннее (29,2 км), чем сама река Вита. Вита впадает в Днепр к югу от Жуков острова.
По рассказам местных жителей, корректное название реки с ударением на последний слог — Вита, от слова «витать», то есть «река, которая витает (или вьётся)».

## Сток и качество воды
Река расположена на южной окраине Киева, за пределами городской застройки. Течет в северо-восточном направлении — в сторону, противоположную течению Днепра, поэтому имеет очень малый уклон — 0,165 м/км. После создания Каневского водохранилища Вита испытала подпор. Это привело к ещё большему замедлению течения и сильному зарастанию русла. Бывают случаи, когда из-за подъёма уровня воды в Днепре её движение в устье изменяется на обратное. Средний многолетний расход воды — 0,58 м³/секунду. Средний многолетний объём стока воды — 18,3 млн м³ на год.
По химическому составу вода гидрокарбонатно-кальциевая с минерализацией около 770 мг/дм³ и жесткостью воды 6,6 мг-экв/дм³. На показатели качества воды в реке влияет полигон захоронения бытовых отходов неподалеку от села Пирогов.
Фильтрат, который образуется в теле полигона, загрязняет подземные воды, какие в свою очередь являются составляющей речного стока.

## Памятники природы и археологи в бассейне реки
- Юровский[укр.] ландшафтный заказник — объект природно-заповедного фонда Киевской области.
- Лесники — ботанический заказник общегосударственного значения, который есть природоохранной территорией и входит в состав Голосеевского национального природного парка.
- Садово-парковый комплекс НАН Украины «Феофания».
- Ходосовское городище скифских времён (V ст. до н. э.).
- Хотовское городище скифских времен (IV—VI ст. до н. э.) — памятник археологии Украины национального значения.
- Змиевы валы — фрагменты остатков валов около сел Ходосовка и Круглик.
- Фрагмент тоннельного перехода под Днепром — около 40 метров военного секретного тоннельного перехода, который строился в 1936—1941 гг. под руслом Днепра, как составная часть Киевского укреплённого района (фрагмент на поверхности, в пойме Ручья Вита между Хотовом и Пироговом).